# Pointe de la Fournache
Pointe de la Fournache – szczyt w Alpach Graickich, części Alp Zachodnich. Leży we wschodniej Francji w regionie Owernia-Rodan-Alpy. Należy do masywu Vanoise. Szczyt można zdobyć ze schroniska Refuge de la Dent Parrachée (2511 m). Należy do Parku Narodowego Vanoise.